# Peyer Károly
Peyer Károly (Városlőd, 1881. május 9. – New York, 1956. október 25.) magyar szociáldemokrata politikus, miniszter. A magyarországi szociáldemokrácia meghatározó vezetője a két világháború között, gyakorlatilag a Magyarországi Szociáldemokrata Párt (MSZDP) és a szakszervezeti mozgalom minden vezető testületének tagja volt.

## Élete

### Az első világháború végéig
Peyer Károly 1881-ben született a Veszprém vármegyei Városlődön. Géplakatosnak tanult, de elvégezte a reáliskola alsó négy osztályát is, ennek köszönhetően az átlagosnál szélesebb műveltségével, jobb beszéd- és íráskészségével tűnt ki a munkásmozgalom vezetői közül.
A századfordulótól részt vett a szakszervezeti mozgalomban. 1906-tól az Általános Munkásbetegsegélyző Pénztár tisztviselője, majd a Vas- és Fémmunkások Országos Szövetségének titkára volt. 1911-től a Szakszervezeti Tanács másodtitkára, a Szociáldemokrata Párt (SZDP) vezetőségének tagja.
1913-ban rábízták a bányászok szakszervezetének létrehozását, ami nehéz és kockázatos feladat volt, mert a bányavállalatok minden eszközzel, a nyers erőszakot és a hatóságok segítségét is igénybe véve próbálták akadályozni. Peyer a feladatot sikeresen teljesítette, ezzel nagy tekintélyre tett szert. Ettől kezdve a vasasok után egy másik fontos ágazat szervezett munkásait is maga mögött tudhatta, 1918-ban a magyarországi Bánya- és Kohómunkások Országos Szövetsége titkára lett.

### A forradalmak idején
Amikor az őszirózsás forradalom után 1918 novemberében – lényegében a szociáldemokráciát kettészakítva – megalakult a Kommunisták Magyarországi Pártja, Peyer élesen ellenezte ezt. A munkásmozgalom egységének megbontását látta benne és nem értett egyet az oroszországihoz hasonló forradalom szükséges és lehetséges voltával. A Károlyi- majd a Berinkey-kormány alatt a bányászszakszervezet vezetőjeként bányaügyi kormánybiztos volt, és 1919 januárjában részt vett a kommunista bányászok forradalmi mozgalmának lefegyverzésében.
A tanácsköztársaság 1919. március 21-ei kikiáltása után is megtartotta szakszervezeti tisztségét, a szociáldemokrata szakszervezeti funkcionáriusok egyik fő vezetője volt. A legtöbb szociáldemokrata vezetőhöz hasonlóan nem kívánt szembehelyezkedni a munkásságnak a proletárdiktatúrát egyértelműen támogató hangulatával. Fenntartásai ellenére úgy vélte, részvételükkel a megfelelő irányba tudják terelni az új rendszert, ezért elvállalta a rá bízott tisztségeket. A Szociális Termelés Népbiztossága bányászati és kohászati csoportjának, majd a Népgazdasági Tanács bányászati főosztályának vezetője, a Szövetséges Központi Intéző Bizottság, az áprilisi tanácsválasztások után a Tanácsok Országos Gyűlésének tagja.

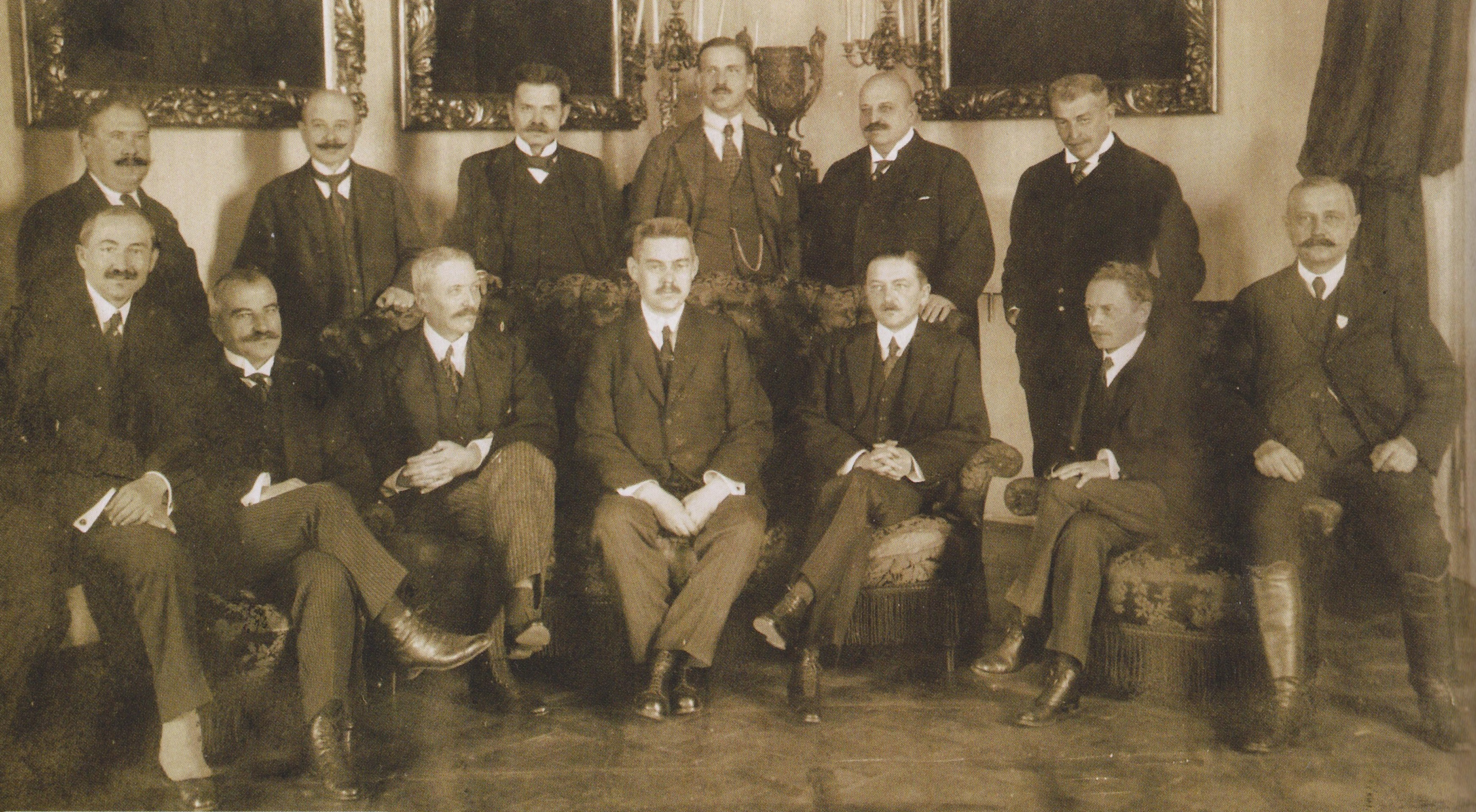
Peyer Károly a Huszár-kormány tagjaként. A hátsó sorban balról a második

A román csapatok áprilisi előretörése nyomán kialakult válságban Peyer a fegyveres harc folytatása mellett állt, meggyőződése szerint ugyanis az antant által követelt új határok között Magyarország gazdaságilag életképtelen lett volna, ez pedig a munkásság helyzetének súlyos romlását eredményezte volna. Ezért Peyer több más szakszervezeti vezetővel együtt nagy erőfeszítéseket tett annak érdekében, hogy a szervezett munkások tömegesen csatlakozzanak a Vörös Hadsereghez, e tevékenységüknek nagy szerepe volt a katonai sikerekben. Amikor azonban a párizsi békekonferencia követelését elfogadva kivonták a csapatokat a Felvidékről, a románok azonban az ígéret ellenére nem ürítették ki a Tiszántúlt, Peyer értelmetlennek látta a további háborút és a szociáldemokrata vezetőkkel együtt a polgári demokratikus kibontakozás lehetőségét kereste.
A Tanácsköztársaság bukása után kinevezett úgynevezett „szakszervezeti kormányban” (Peidl-kormány) belügyminiszter lett. A kormány fő politikai törekvése a proletárdiktatúra legtöbb intézkedésének érvénytelenítése mellett az ellenforradalmi erők hatalomra jutásának megakadályozása és a szociáldemokrácia és a szakszervezetek részvételével működő polgári demokratikus politikai berendezkedés kialakítása volt. Erre azonban nem volt esélye, mert a román csapatok augusztus 6-án elérték Budapestet és támogatásukkal Friedrich István ellenforradalmi köre megbuktatta a kormányt.
Peyer ezután néhány hónapra háttérbe vonult, de a november 24-én az antant nyomására megalakult koalíciós kormányban (Huszár-kormány) ismét miniszter lett, a munkaügyi és népjóléti tárcát kapta. Részt vett a nemzetgyűlési választások előkészítésében, de mivel a kormány és az antant nem volt képes megfékezni a választási kampányt ellehetetlenítő fehérterrort, a Szociáldemokrata Párt a választás bojkottját határozta el, Peyer pedig 1920. január 16-án lemondott és Ausztriába menekült, ahol több mint egy évig élt, ebben az időben választották be a nemzetközi bányamunkás-kongresszus végrehajtó bizottságába.
Peyer első emigrációja alatt került sor Horthy Miklós kormányzóvá választására és a trianoni békeszerződés aláírására, az ellenforradalmi rendszer berendezkedésére. Amikor 1921 májusában hazatért, ismét elfoglalta titkári posztját a bányász szakszervezet élén. Ekkor már Bethlen István volt a miniszterelnök, aki az új hatalom konszolidációjának érdekében fontosnak tartotta a szociáldemokratákkal és a szakszervezetekkel való békekötést. Peyer vezette a munkásszervezetek delegációját a kormánnyal folyó tárgyalásokon, és 1921. decemberében sor került a Bethlen–Peyer-paktumnak nevezett megállapodás megkötésére.

### A paktumtól a második világháború végéig
1922-től 1944-ig országgyűlési képviselő és 1931-től a szociáldemokrata frakció vezetője, 1925‑44 között Budapest törvényhatósági bizottságának (önkormányzati közgyűlésének) tagja és ott mindvégig a szociáldemokrata frakció vezetője, 1927-től pedig a Szakszervezeti Tanács főtitkára, a Nemzetközi Munkaügyi Konferencia küldötte.
A német megszállás napján a németek elhurcolták, s előbb Oberlanzendorfba, majd május 5-én a mauthauseni koncentrációs táborba vitték, ahonnan 1945 májusában szabadult.

### 1945-től

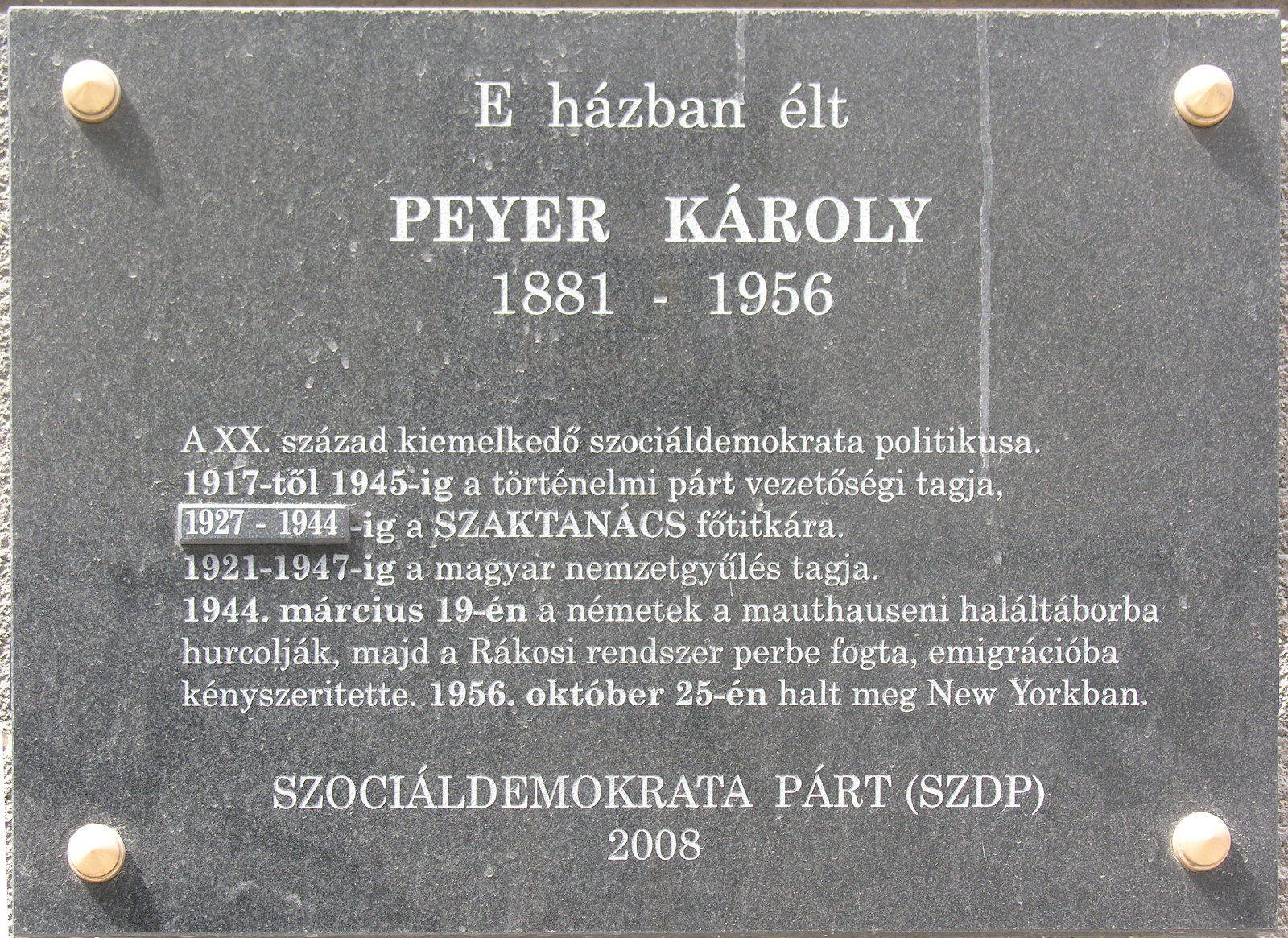
Peyer Károly emléktáblája egykori lakhelyén Budapesten, a Tátra utca 20/b szám alatt

A második világháború után ellenezte az 1944 őszén újjáalakult Magyar Kommunista Párttal kialakítandó szövetséget majd egyesülést, ezért 1947 nyarán kizárták az SZDP-ből. Ezt követően a Magyar Radikális Párthoz csatlakozott, majd hamarosan az USA-ba emigrált.
Távollétében a népbíróság 1948. február 16-án tizenhárom vádlott társával együtt kémkedésért 8 évi fegyházbüntetésre, 10 évi hivatalvesztésre, valamint politikai jogai gyakorlásának ugyanilyen tartalmú felfüggesztésére ítélte, ezt azonban – 33 évvel a halála után – a Legfelsőbb Bíróság Elnökségi Tanácsa 1989. december 14-én bűncselekmény hiányában hatályon kívül helyezte.
1956. október 25-én, két nappal a budapesti forradalom kitörése után a rádió híreit hallva szívroham végzett vele.

## Emlékezete
Hidas Antal Vörös Csepel c. indulójának szövegében Büchler József és Propper Sándor mellett őt is megemlítette.

„ A gégédre hurkol statáriumot,

És tapsolnak hozzá a rongy árulók,

Büchlerek, Propperek, Peyerek.”

– Hidas Antal: Vörös Csepel.

## Művei
- A 4. nemzetközi szakszervezeti kongresszus tárgyalásai Párisban; Népszava, Bp., 1927 (Szakszervezeti mozgalom)
- A 10. Genfi Munkaügyi Konferencia tárgyalásai és az olasz fascista mozgalom bírálata; Népszava, Bp., 1927 (Szakszervezeti mozgalom)
- Az öregségi és rokkantsági biztosítás; Népszava, Bp., 1928 (Szakszervezeti mozgalom)
- A gazdasági válság és a munkanélküliség. Peyer Károly beszéde a főváros törvényhatóságának... közgyűlésén; Népszava, Bp., 1929 (Szakszervezeti mozgalom)
- A társadalombiztosítás; Népszava, Bp., 1929 (Szakszervezeti mozgalom)
- Die Gewerkschafts- und Genossenschaftsbewegung in Ungarn; Arbeitervereine Ungarns, Bp., 1929
- A bányamunkás sorsa föld alatt és föld felett. Peyer Károly, Kéthly Anna, Brogli József felszólalása a DGT pécsvidéki bányatelepe munkásainak ügyében; Esztergályos János, Bp., 1937 (Szociáldemokrata füzetek)
- A társadalmi és gazdasági egyensúly biztosításáról szóló törvényjavaslat vitájában elhangzott szocialista beszédek. Peyer Károly, Kertész Miklós... felszólalásai; Világosság Ny., Bp., 1938
- A zsidókérdés igazi háttere; Szociáldemokrata Párt, Bp., 1939[4]
- A magyar dolgozók sorsa; Világosság Ny., Bp., 1940
- Válasz egy rágalmazónak; szerzői, Bp., 1955